# 五福星撞鬼
《五福星撞鬼》由洪金寶、元奎、曾志偉及劉觀偉執導，黃炳耀編劇，洪金寶、曾志偉、秦祥林、馮淬帆、吳耀漢、胡慧中、陳百祥主演，是“福星”系列的第六部电影。

## 劇情簡介
五福星去了古宅內遊玩時突然撞鬼，之后和鬼所發生的趣事。

## 福星
| 演員名稱 | 角色名稱 | 關係、備註                                       |
| 洪金寶   | 鷓鴣菜   | 和福星一起都旅館旅遊意外撞鬼（粵語配音：林保全） |
| 曾志偉   | 羅漢果   | 假扮盲掉並成功認識女仔(粵語配音：馮永和)         |
| 吳耀漢   | 大生地   |                                                  |
| 馮淬帆   | 犀牛皮   |                                                  |
| 秦祥林   | 花旗參   | (粵語配音：陳永信)                               |

## 其他人物
| 演員名稱 | 角色名稱 | 關係、備註                                                     |
| 胡慧中   | 霸王花   | (粵語配音:何錦華)                                              |
| 陳百祥   | 男鬼     | 和小小拍拖時被其男友發現而被殺，死後鬼魂飄流在福星前往的旅館裏 |
| 秦豪     | 小小男友 | 犯罪集團首領，為達到目的，不擇手段(粵語配音：馮志輝)           |
| 邱月清   | 小小     | 犯罪集團首領的情婦                                             |
| 吕少玲   | 梁來弟   | 女警                                                           |
| 陳妙瑛   | 豔如雪   | 女警                                                           |

## 外部連結
- 開眼電影網上《五福星撞鬼》的資料（繁體中文）
- 香港影庫上《五福星撞鬼》的資料（繁體中文）
- 豆瓣电影上《五福星撞鬼》的資料 （简体中文）
- AllMovie上《五福星撞鬼》的资料（英文）
- 爛番茄上《punting 五福星撞鬼》的資料（英文）